# Alice Marion Shaw
Alice Marion Shaw (22 de agosto de 1890) fue una compositora, pianista y profesora estadounidense que fue una conocida acompañante durante principios del siglo XX.
Shaw fue una de las tres hijas nacidas en Rockland, Maine, del reverendo Erastus Melville Shaw y la compositora Carrie Burpee Shaw. Estudió piano con Zygmunt Stojowski y composición con Percy Goetschius en el Instituto de Arte Musical (hoy en día la Escuela Juilliard). Enseñó en la Escuela de Música de Rockland,que fue fundada por su madre, antes de mudarse a Nueva York.
Shaw fue la acompañante del Club Rubinstein de Nueva York en 1915 y del Festival de Maine en 1916. Enseñó piano en Nueva York y acompañó a muchos artistas destacados, incluyendo al flautista George Barrere, a los violinistas Eddy Brown y Scipione Guidi, y a los cantantes Louis Graveure, Vernon Stiles y Eleanor Painter Strong. A menudo interpretaba los acompañamientos de memoria.

## Canciones
Shaw compuso casi 100 canciones, así como música para órgano, piano, violonchelo, flauta y violín. Su música fue publicada por J. Fischer & Brother y Luckhardt & Belder.Algunas de las canciones que compuso fueron:
- First Day of the Week (coro mixto).[1]
- “Little Man in Gray” (Hombrecito en Gris).[5]
- “May Noon” (texto de Aldrich) (Mediodía de Mayo).[9]
- “Night” (Noche).[10]
- “Once on a Radiant Morning” (Una Vez en una Mañana Radiante).[1]
- “One April Day” (texto de W. P. Gilmour) (Un Día de Abril).[9]
- “Pussy-Willows” (texto de Winnifred Fales) (Ramitas de Sauce).[11]
- “Road to China” (texto de Mazie V. Caruthers) (Camino a China).[9]
- “There is a Little Lady” (texto de W. P. Gilmour) (Hay una Pequeña Dama).[9]
- “To Go and Forget” (texto de Edwin Markham) (Ir y Olvidar).[9][12]
- “To the Unknown” (Hacia lo Desconocido).[13]
- “Waiting” (texto de Charles Hanson Towne) (Esperando).[14][15]